# Eupithecia praecipitata
Eupithecia praecipitata är en fjärilsart som beskrevs av András Vojnits 1979. Eupithecia praecipitata ingår i släktet Eupithecia och familjen mätare. Inga underarter finns listade i Catalogue of Life.